# Haselmühle (Aurach)
Haselmühle (fränkisch: Hohsl-mil) ist ein Gemeindeteil der Gemeinde Aurach im Landkreis Ansbach (Mittelfranken, Bayern). Haselmühle liegt in der Gemarkung Büchelberg.

## Geografie
Die Einöde liegt am Haselmühlgraben, einem rechten Zufluss des Großen Aurachbachs, der wiederum ein rechter Zufluss der Altmühl ist. Im Südwesten grenzt die Forst Aurach an. 1,25 km südwestlich erhebt sich der Waltersberg (505 m ü. NHN) und 0,25 km südöstlich der Steckberg (491 m ü. NHN). Im Südwesten liegt das Flurgebiet Hasenzagel. Ein Anliegerweg führt zu einer Gemeindeverbindungsstraße (0,4 km nordöstlich) zwischen Dietenbronn (0,6 km westlich) und Aurach (0,9 km südöstlich). Parallel zum Anliegerweg verläuft in unmittelbarer Nähe die Bundesautobahn 6.

## Geschichte
Der Ort wurde 1800 als „Haselmühle“ erstmals schriftlich erwähnt. Der Ortsname bedeutet Zu der vom Haselbrunnen getriebenen Mühle.
Im Rahmen des Gemeindeedikts wurde Haselmühle dem 1808 gebildeten Steuerdistrikt Büchelberg zugeordnet. Sie gehörte auch der 1810 gegründeten Ruralgemeinde Büchelberg an. Am 1. Juli 1972 wurde Haselmühle im Zuge der Gebietsreform in Bayern nach Aurach eingemeindet.

### Einwohnerentwicklung
| Jahr      | 001818 | 001840 | 001871 | 001885 | 001900 | 001925 | 001950 | 001961 | 001970 | 001987 |
| Einwohner | 6      | 7      | 4      | 9      | 3      | 4      | 3      | 12     | 4      | 2      |
| Häuser    | 1      | 1      |        | 1      | 1      | 1      | 1      | 2      |        | 1      |
| Quelle    | [ 11 ] | [ 12 ] | [ 13 ] | [ 14 ] | [ 15 ] | [ 16 ] | [ 17 ] | [ 18 ] | [ 19 ] | [ 1 ]  |

## Religion
Der Ort ist römisch-katholisch geprägt und bis heute nach St. Peter und Paul (Aurach) gepfarrt. Die Einwohner evangelisch-lutherischer Konfession waren ursprünglich nach St. Peter (Leutershausen) gepfarrt, seit 1999 ist die Pfarrei St. Wenzeslaus (Weißenkirchberg) zuständig.